# Der Farmer aus Texas
Der Farmer aus Texas (o Der Farmer von Texas) è un film del 1925 prodotto, sceneggiato e diretto da Joe May. Basato su Kolportage, lavoro teatrale di Georg Kaiser, il film fu interpretato da Mady Christians, Edmund Burns, Willy Fritsch, Lillian Hall-Davis, Hans Junkermann. Le scenografie erano firmate da Paul Leni e da Fritz Maurischat.

## Produzione
Il film fu prodotto dalla May-Film.

## Distribuzione
Distribuito dalla Universum Film (UFA), il film uscì nelle sale tedesche dopo essere stato presentato in prima all'U.T. Königstadt di Berlino il 22 ottobre 1925.